# Chambéry
Chambéry (wymowaⓘ) – miejscowość i gmina we Francji, w regionie Owernia-Rodan-Alpy, w departamencie Sabaudia.
Według danych na rok 1990 gminę zamieszkiwało 54 120 osób, a gęstość zaludnienia wynosiła 2578 osób/km² (wśród 2880 gmin regionu Rodan-Alpy Chambéry plasuje się na 7. miejscu pod względem liczby ludności, natomiast pod względem powierzchni na miejscu 461.).
Miasto położone jest w Préalpes de Savoie, w pobliżu jeziora Bourget. Rozwinęło się jako centrum handlowe na skrzyżowaniu dróg prowadzących z Lyonu do Turynu i z Grenoble do Genewy. W 1232 r. włączone do Sabaudii. Od XV wieku stolica księstwa Sabaudii-Piemontu. W latach 1720–1860 znajdowało się w Królestwie Sardynii, następnie wraz z resztą Sabaudii przyłączone do Francji.
W Chambéry przechowywano w XVI wieku relikwię Całunu Turyńskiego. Z 3 na 4 grudnia 1532 doszło do pożaru kaplicy z całunem. Relikwia "została uratowana przez czterech mężczyzn, w tym dwóch franciszkanów, którzy rzucili się w ogień, wiadrami wody schłodzili skrzynię i wyciągnęli ją na zewnątrz".
Od 1973 siedziba firmy Opinel (produkującej kultowe noże składane o tej samej nazwie) i jej największy zakład produkcyjny znajdują się w Chambéry.

## Demografia

Populacja Chambéry w latach 1962–2008

## Przemysł
- włókienniczy
- cementowy
- szklarski
- rzemiosło

## Urodzeni w Chambéry
- Antelm (1107–1178), święty Kościoła katolickiego
- Joseph de Maistre (1753–1821), francuski filozof polityczny
- Luigi Federico Menabrea (1809–1896), włoski inżynier, generał, premier i minister spraw zagranicznych
- Olivier Giroud (ur. 1986), francuski piłkarz